# Aids
Akvirírani imúnski deficítni sindróm (angleško Acquired immunodeficiency syndrome), znan s kratico AIDS ali aids [ájts], ga poznamo tudi kot sindróm pridobljêne imúnske pomanjkljívosti, je spekter bolezenskih stanj, ki jih povzroči okužba z virusom humane imunske pomanjkljivosti (HIV). Po začetni okužbi se pri osebi včasih ne pojavi noben simptom, večinoma pa se pojavi kratko obdobje gripi podobne bolezni. Temu običajno sledi dolgotrajno obdobje brez simptomov. Ko okužba napreduje, prizadene imunski sistem, zaradi česar se poveča tveganje za pojav pogostih okužb, kot je tuberkuloza, drugih oportunističnih okužb in tumorjev, ki redko prizadenejo ljudi z neokrnjenim imunskim sistemom. Te pozne simptome okužbe imenujemo akvirirani imunski deficitni sindrom (aids). To stanje je pogosto povezano tudi z nenamerno izgubo telesne mase.
Virus HIV se širi predvsem z nezaščitenimi spolnimi odnosi (vključno z analnim in oralnim spolnim občevanjem), okuženimi transfuzijami krvi, podkožnimi iglami ter s prenosom z matere na otroka med nosečnostjo, ob porodu ali pri dojenju. Nekatere telesne tekočine, npr. slina in solze, virusa HIV ne vsebujejo. Načini preprečevanja vključujejo varno spolnost, program zamenjave igel, zdravljenje okuženih oseb, predizpostavitveno in poizpostavitveno profilakso ter obrezovanje moških. Pri otroku je bolezen pogosto mogoče preprečiti s protiretrovirusnimi zdravili. Za okužbo s HIV ni zdravila ali cepiva, vendar pa protiretrovirusno zdravljenje lahko upočasni potek bolezni in pričakovano življenjsko dobo skoraj popolnoma približa normalni. Zdravljenje je priporočljivo uvesti takoj, ko je postavljena diagnoza. Brez zdravljenja znaša povprečni čas preživetja po okužbi 11 let.
Leta 2016 je bilo z virusom HIV okuženih približno 36,7 milijona ljudi, zaradi bolezni pa je tega leta umrlo 1 milijon bolnikov. Leta 2016 je bilo 300.000 novih primerov HIV manj kot leta 2015. Večina okuženih živi v Podsaharski Afriki. Od časa odkritja aidsa (v začetku 1980-ih let) do leta 2017 je bolezen po ocenah povzročila 35 milijonov smrti. HIV/AIDS se šteje za pandemijo — izbruh bolezni, ki je zajel široko geografsko območje in se aktivno širi. Virus HIV se je konec 19. ali v začetku 20. stoletja razširil iz zahodnega dela centralne Afrike. Aids so leta 1981 prvi opredelili ameriški Centri za nadzor in preprečevanje bolezni (CDC), vzrok – okužba s HIV – pa je bil ugotovljen v začetku 1980-ih let.

HIV/aids ima na družbo velik vpliv tako kot bolezen kot tudi kot vir diskriminacije. Bolezen povzroča tudi veliko gospodarsko breme. O bolezni in njenem povzročitelju obstajajo številna zmotna prepričanja, npr. mnenje, da se virus HIV lahko prenaša z običajnim nespolnim stikom. Postala je predmet številnih kontroverznosti, povezanih z religijo, vključno s stališčem Rimskokatoliške cerkve, da ne podpre kondoma kot načina za preprečevanje širjenja bolezni. Deležna je mednarodne zdravstvene in politične pozornosti, raziskave na tem področju pa so izdatno financirane. Vsako leto se 1. decembra obeležuje svetovni dan boja proti aidsu.

## Potek bolezni
Okužba z virusom HIV poteka v 4 fazah:

### Akutna faza
Dva do štiri tedne po okužbi se lahko pojavijo simptomi, podobni kot pri gripi (vročina, nočno potenje, zatečene bezgavke, slabost ...). Zaradi nespecifičnosti jih bolniki bodisi spregledajo bodisi zamenjajo za gripozno obolenje, pri nekaterih pa se akutna faza sploh ne izrazi.
Diagnostika v času akutne faze je možna s preskusom na virusno RNK s pomočjo verižne reakcije s polimerazo.

### Latentna faza
Akutni fazi sledi latentna faza, ko se virus v telesu množi, a ne povzroča simptomov. Traja 9–11 let. Obstajajo tudi bolniki, ki že po nekaj mesecih po okužbi razvijejo aids, pri nekaterih pa kljub okužbi v 80. letih in brez terapije HAART do danes bolezen ni napredovala.

### Faza ARC
Ob koncu latentne faze se ponovno pojavijo simptomi, podobni tistim v akutni fazi, vendar ne minejo. Ta faza okužbe se je nekoč imenovala ARC (angl.Aids Related Complex).

### Faza aidsa
Pri bolniku, okuženem s HIV-om, postavimo diagnozo aidsa, če so prisotne določene sekundarne okužbe ali zločeste novotvorbe, ki jih štejemo med tako imenovane aids definirajoče bolezni. Gre zlasti za okužbe, ki se jim posameznik z zdravim imunskim sistemom uspešno zoperstavi. Merilo prizadetosti imunskega sistema je število celic pomagalk (CD4) v krvi.

## Simptomi
Za simptome, ki se pojavijo pri bolnikih z aidsom, je značilno, da se pri posameznikih z normalno delujočim imunskim sistemom ne pojavijo; večinoma gre za okužbe z bakterijami, virusi, glivami in zajedavci, ki jih normalno imunski sistem zatre. Pri bolnikih z aidsom so pogoste te tako imenovane priložnostne (oportunistične) okužbe. HIV prizadene malodane vse organske sisteme. Okuženi imajo tudi večje tveganje za pojav nekaterih vrst raka, na primer Kaposijevega sarkoma, limfomov ter pri bolnicah raka materničnega vratu. Prav tako se pogosto pojavijo sistemski znaki okužbe, kot so vročina, potenje, zatečene bezgavke, slabotnost, izguba telesne teže ... Priložnostne okužbe, ki se pojavijo zaradi okužbe s HIV-om, so odvisne tudi od zemljepisnega območja in od prevalence določenih povzročiteljev na tem območju.

### Okužbe dihal
Pri aidsu se pogosto pojavi pnevmocistoza, pljučnica, ki jo povzroči mikroorganizem Pneumocystis carinii in je pri zdravih posameznikih redka. Pojavi se zlasti tedaj, ko število celic CD4 pade pod vrednost 200/µL krvi. Nekoč je bila pnevmocitoza pogost zaplet pri aidsu, ki je povzročil smrt, in je v nerazvitem svetu, kjer ni učinkovite diagnoze, zdravljenja in preprečevanja, še vedno pogosto prva indikacija, na osnovi katere diagnosticirajo aids.
Naslednja okužba dihal, ki ogroža bolnike z aidsom, je jetika (tuberkuloza), in se lahko pojavi že v zgodnji fazi okužbe. Sicer obstajajo učinkovita zdravila, a težavo predstavlja multipla rezistenca (odpornost na večje število antibiotikov). V zgodnji fazi okužbe (število CD4 > 300/µL krvi) se kaže zlasti kot pljučna tuberkuloza (sušica), v napredovani fazi pa zlasti kot sistemska okužba, ki prizadene kostni mozeg, kosti, sečila, prebavila, jetra, bezgavke in osrednje živčevje.

### Okužbe prebavil
Pogosta so vnetja požiralnika (ezofagitis), ki jo povzroči okužba s kandidami, virusom herpesa simpleksa 1 ali citomegalovirusom. V redkih primerih je povzročitelj mikobakterija.
Kronične driske so posledica:
- različnih okužb s patogenimi bakterijami, kot so Salmonella, Shigella, Listeria ali Campylobacter,
- priložnostnih okužb (na primer kriptosporidioza, mikosporidioza, okužba z bakterijo Mycobacterium avium.[30]
- razne virusne okužbe (z astrovirusi, adenovirusi, rotavirusi alicitomegalovirusi),
- zdravljenja s protivirusnimi zdravili ali antibiotiki.

Driska je lahko tudi posledica primarne okužbe z virusom HIV.

### Nevrološki in psihiatrični simptomi
Okužba s HIV-om lahko povzroči razne nevropsihiatrične motnje, bodisi zaradi dovzetnosti živčevja do drugih okužb ali pa kot posledica same okužbe z virusom HIV.
Toksoplazmozo povzroča enoceličar, ki prizadene možgane in povzroči encefalitis, lahko pa okuži tudi oči in pljuča.
Kriptokokni meningitis je okužba možganskih ovojnic z glivo Cryptococcus neoformans in lahko povzroči vročino, glavobole, izčrpanost, slabost, bruhanje. Lahko se pojavijo tudi krči in zmedenost. Če ga ne zdravimo, je lahko smrten.
Progresivna multifokalna levkoencefalopatija (PML) demielinizirane predele v možganih. Zaradi okvare mielina, ki obdaja živčna vlakna, je moten prenos živčnih impulzov. Povzroča jo virus JC. Hitro napreduje in običajno povzroči smrt nekaj mesecev po diagnozi.
Okužba s HIV-om lahko sproži tudi demenco zaradi presnovne encefalopatije. Makrofagi in mikroglija v možganih so aktivirani zaradi okužbe z virusom HIV in izločajo nevrotoksine.

### Novotvorbe
Pri bolnikih, okuženih s HIV-om, je znatno povečana incidenca nekaterih vrst raka, kar je zlasti posledica sekundarnih okužb z onkogenimi virusi DNK, zlasti z virusom Epstein-Barr, virusom KSHV (angl. Kaposi's sarcoma-associated herpesvirus) in humanim virusom papiloma (HPV).
Kaposijev sarkom je najpogostejša oblika raka pri okuženih z virusom HIV. V letu 1981 je bil ravno pojav tega raka pri mladih istospolnih moških eden od prvih znakov nove epidemije. Povzroča ga gamaherpesvirus KSHV in se kaže na koži v obliki vijoličastih vozličev, lahko pa prizadene tudi usta, prebavila in pljuča.
Tudi limfomi (na primer Burkittov limfom) se pri okuženih s HIV-om pojavljajo pogosteje. Glavna povzročitelja sta virus Epstein-Barr in KSHV.
Pri ženskah, okuženih z virusom HIV, pride pogosteje do vznika raka materničnega vratu, ki ga povzroča virus HPV.
Večje tveganje je tudi za pojav drugih novotvorb, na primer Hodgkinovega limfoma, raka zadnjika in danke. Pojavnost nekaterih vrst raka (na primer raka dojke ali debelega črevesa) pri okuženih s HIV-om ni povišana.
Uporaba terapije HAART je v razvitem svetu znižala incidenco novotvorb, povezanih z aidsom.

### Pospešeno staranje
Z novimi učinkovitimi zdravili se je življenjska doba bolnikov znatno podaljšala, in tako so se v populaciji bolnikov s HIV/aidsom začeli pojavljati novi problemi, ki so povezani z boleznimi staranja. Okužba z virusom HIV pospešuje procese staranja in glavna težava postajajo počasni, kumulativni in potencialno nepovratni dolgoročni učinki virusa HIV in deloma tudi dolgoročni neželeni učinki zdravil (presnovni sindrom, lipodistrofija).

## Preprečevanje

### Preprečevanje širjenja okužbe
Pri preprečevanju širjenja okužbe je pomembno osveščanje javnosti, predvsem o varni spolnosti, saj so spolni odnosi najpomembnejši način prenosa okužbe. Najboljšo zaščito zagotavlja uporaba kondomov, vendar lahko polzila (lubrikanti) na maščobni osnovi poškodujejo lateks in zmanjšajo stopnjo zaščite. Dosledna uporaba kondomov zmanjša dolgoročno tveganje za prenos okužbe za okoli 80 %. Pri parih, kjer je le eden okužen, je tveganje za okužbo drugega neokuženega partnerja ob dosledni uporabi kondomov manj kot 1-odstotno v enem letu. Za ženske kondome podatki o stopnji zaščite niso dokončni. Za vaginalni gel s tenofovirjem, zaviralcem reverzne transkriptaze, ob uporabi neposredno pred spolnim odnosom podatki na afriških ženskah kažejo na zmanjšanje tveganja za okužbo za okoli 40 %.
Pri okuženih osebah zmanjša tveganje za prenos na spolne partnerje uspešno protiretrovirusno zdravljenje. Pri intravenskih uživalcih drog je pomembna uporaba sterilnih igel. Prenos okužbe s transfuzijo krvi je v razvitih državah zelo malo verjeten, saj je vsa kri pregledana na prisotnost virusa.
Obrezovanje moških spolnih organov naj bi prav tako zmanjšalo tveganje za prenos okužbe z virusom HIV. Študije, izvedene v podsaharski Afriki, kažejo, da imajo obrezani heteroseksualni moški od 38 do 66 % manjše tveganje za okužbo v časovnem razponu dveh let. Na osnovi teh študij sta SZO in UNAIDS leta 2007 izdala priporočila za obrezovanje moških kot metodo preprečevanja prenosa okužbe iz žensk na moške. Podatki o tem, ali obrezovanje ščiti tudi pred prenosom okužbe iz moškega na žensko, so protislovni, in tudi ni pojasnjeno, ali prinaša obrezovanje koristi tudi v razvitih državah ter pri populaciji moških, ki imajo spolne odmose z moškimi. Nekateri znanstveniki izražajo bojazen, da bi se lahko obrezani moški zaradi zmanjšanega dojemanja nevarnosti za okužbo vedli bolj tvegano, kar bi lahko izničilo zaščitni učinek te metode. Obrezovanje žensk poveča tveganje za okužbo.

### Zaščita pred izpostavitvijo
Zgodnja uvedba protiretrovirusnega zdravljenja pri okuženem bolniku zagotavlja 96% zaščito pred prenosom okužbe na partnerje. Po drugi strani pa vsakodnevno jemanje protiretrovirusnega zdravila tenofovir (samega ali v kombinaciji z emtricitabinom) nudi delno zaščito pred okužbo, obstaja pa tudi vaginalni gel s tenofovirjem. Zaščita pred izpostavitvijo s tenofovirjem ali s kombiniranim zdravilom s tenofovirjem in emtricitabinom je v 4 kliničnih študijah izkazala pozitiven učinek, medtem ko 2 študiji zaščitnega učinka nista dokazali. Trenutno potekata še 2 študiji, vendar njuni izsledki še niso bili objavljeni. 

### Zaščita po izpostavitvi
Zaščita po izpostavitvi pomeni prejetje protiretrovirusnega zdravljenja 48 do 72 ur po izpostavljenosti krvi ali spolnim izločkom okužene osebe. Uporaba zidovudina po vbodu z iglo zmanjša nevarnost za okužbo za 5-krat. Zaščita po izpostavitvi je pomembna tudi pri stiku zdravstvenega delavca z okuženim biološkim materialom (vbod z iglo, vrez s kirurškim inštrumentom, razlitje kontaminirane telesne tekočine po sluznici ali po poškodovani ali vneti koži, transfuzija okužene krvi. Po izpostavitvi je treba oceniti stopnjo tveganja in v primeru odločitve za zaščito po izpostavitvi prizadeta oseba prejme zdravljenje s tremi različnimi protiretrovirusnimi zdravili; prva izbira je kombinirano zdravilo s tenofovirjem in emtricitabinom (enkrat dnevno) ter lopinavir, ojačan z ritonavirjem (dvakrat dnevno). Uvedba zdravil kasneje kot 72 ur po izpostavljenosti ni več smiselna. Zdravljenje traja 28 dni. Tudi pri izpostavitvi s spolnim odnosom oziroma intravensko uporabo mamil veljajo podobne smernice; torej aplikacijo protiretrovirusnega zdravljenja, kot velja za na novo okužene bolnike, v prvih 72 urah po izpostavitvi ter trajanje zdravljenja 28 dni. Zaščita po izpostavitvi je priporočena v primeru, kadar je znano, da je izvorna oseba okužena. Kadar je status izvorne osebe nepoznan, je treba pretehtati kosristi in tveganja. Zaščita po izpostavitvi zahteva strogo sodelovalnost bolnika.

## Zdravljenje
Glej tudi protiretrovirusna zdravila.
Cepiva proti okužbi z virusom HIV ali zdravila, ki bi popolnoma pozdravila okužbo s HIV-om ali aids, zaenkrat še ne poznamo. Edina poznana ukrepa za preprečevanje okužbe je izogibanje izpostavljenosti ali protiretrovirusna terapija takoj po visoko tvegani izpostavljenosti (imenovana preprečevanje po izpostavljenosti, angl. post-exposure prophylaxis). Preprečevanje po izpostavljenosti se izvaja s strogo štiritedensko shemo odmerjanja zdravil in povzroča zelo neprijetne neželene učinke (driska, utrujenost, siljenje na bruhanje, izčrpanost).

### Protivirusno zdravljenje
Za zdravljenje okužb z virusom HIV se uporablja t. i. visoko aktivna protiretrovirusna terapija (angl. highly active antiretroviral therapy = HAART).  Uvedena je bila leta 1996, ko so predstavili prvo visoko aktivno protiretrovirusno zdravilo iz skupine zaviralcev proteaze. Okužbo lahko s protiretrovirusnim zdravljenjem obvladamo, ne pa tudi ozdravimo. S tem zmanjšamo tako smrtnost kot zbolevnost ob okužbi s HIV, vendar pa so v marsikateri državi zdravila le stežka dosegljiva in za bolnike predraga. Sedanja optimalna oblika HAART sestoji iz kombinacije najmanj treh zdravil iz najmanj dveh različnih skupin protiretrovirusnih zdravil.
Običajni režim zdravljenja sestoji iz dveh nukleotidnih zaviralcev reverzne transkriptaze ter enega zaviralca proteaze ali nenukleozidnega zaviralca reverzne transkriptaze. Smernice priporočajo posebej intenzivno zdravljenje pri otrocih, ker pri njih okužba na splošno hitreje napreduje in ker iz laboratorijskih parametrov pri otrocih težje napovedujemo napredovanje bolezni. V razvitem svetu, kjer je na voljo HAART, zdravniki spremljajo virusno breme, število celic CD4 in hitrost padanja njihovega števila ter se na podlagi teh podatkov odločajo o začetku zdravljenja. Zdravljenje se priporoča pri sicer asimptomatski okužbi, če število celic CD4 pade na vrednost 200–500 na mikroliter krvi, vendar lahko še zgodnejše zdravljenje (pri vrednosti 350 celic/mikroliter) znatno zmanjša tveganje smrti.

## Epidemiologija
HIV/aids je po vsem svetu razširjena pandemija. Leta 2010 je bilo v svetu okuženih z virusom HIV okoli 34 milijonov ljudi, od tega okoli 16,8 milijona žensk in 3,4 milijona otrok, mlajših od 15 let. Od prvega odkritja aidsa do leta 2009 je umrlo okoli 30 milijonov bolnikov.
Najbolj prizadeto območje je podsaharska Afrika. Leta 2010 je po ocenah iz tega dela sveta izhajalo 68 % vseh okuženih (22,9 milijona) in 66 % primerov vseh smrti zaradi aidsa (1,2 milijona). Okuženih je okoli 5 % vsega prebivalstva podsaharske Afrike in ocenjujejo, da je vzrok za 10 % vseh smrti otrok. Ženske za razliko od ostalih predelov sveta predstavljajo skoraj 60 % vseh primerov okuženih s HIV. Južna Afrika je država z največjim številom okuženih prebivalcev (leta 2010 jih je bilo 5,9 milijona). V najbolj prizadetih državah se je pričakovana življenjska doba znižala zaradi velike razširjenosti HIV-a, po ocenah se je na primer v Bocvani leta 2006 znižala iz 65 na 35 let. V številnih državah se je v zadnjih letih prenos iz matere na otroka znatno zmanjšal zaradi povečanega dostopa do protiretrovirusnega zdravljenja; v Bocvani in Južni Afriki je tako padel pod 5 %.
Drugo najbolj prizadeto območje sta Južna in Jugovzhodna Azija. Leta 2010 so bili po ocenah v tej regiji okuženi 4 milijoni ljudi oziroma 12 % vseh primerov v svetovnem merilu; umrlo je okoli 250.000 bolnikov.
V ZDA je leta 2008 živelo okoli 1,2 milijona okuženih bolnikov in okoli 17.500 jih je umrlo. Po ocenah ameriškega Centra za nadziranje in preprečevanje bolezni se 20 % bolnikov ni zavedalo svoje okužbe. V Združenem kraljestvu je leta 2008 živelo okoli 86.500 okuženih bolnikov, umrlo je 516 ljudi. V Kanadi je bilo leta 2008 okuženih okoli 65.000 ljudi, umrlo jih je 53.
Območja z najmanjšo razširjenostjo okužbe v virusom HIV so Bližnji vzhod in Severna Afrika (0,1 % ali manj), Vzhodna Azija (0,1 %) in Zahodna ter Osrednja Evropa (0,2 %).

### Slovenija
V Sloveniji je bilo od leta 2002 in do 26. novembra 2012 prepoznanih 394 okužb s HIV, medtem ko je umrlo 21 bolnikov z aidsom. Število okuženih s HIV v Sloveniji , čeprav je še vedno okužen manj kot eden na 1.000 prebivalcev. Najbolj prizadeta skupina v Sloveniji so moški, ki imajo spolne odnose z moškimi. Povečano letno število novih diagnoz okužbe s HIV po letu 2003 je predvsem posledica porasta novih diagnoz v tej skupini.